# Центр противодействия коррупции (Украина)
«Центр противодействия коррупции» (укр. Центр протидії корупції, ЦПК) — украинская общественная организация.
«Центр» создан в 2012 году юристом Дарьей Каленюк и общественным деятелем Виталием Шабуниным. Головной офис расположен в Киеве. Финансируется на пожертвования, в том числе международные.

## Задачи
ЦПК ставит своей целью разработку и продвижение законопроектов, инициирование рассмотрения законов о Национальном антикоррупционном бюро Украины, контроль над госзакупками, выявления и предотвращения коррупционных схем при закупке лекарств, создание открытого госреестра бенефициарных владельцев юридических лиц и открытие доступа к реестру имущества физических лиц, запуск системы электронного декларирования .

## История
Создана в 2012 году юристом Дарьей Каленюк (заняла пост исполнительного директора ЦПК) и общественным деятелем, Виталием Шабунин (занял пост председателя правления ЦПК).
Первый год члены команды работали на волонтерских началах, с 2013 организация начала получать финансирование от ряда доноров, среди которых:
- Проекты международной технической помощи правительства США и Фонда Открытого Общества
- «Малые проекты Посольства Королевства Нидерландов» (Матра/КАП)[5].
- Посольство Великобритании
- Министерство иностранных дел Чешской Республики

Организацию поддерживают и отдельные граждане Украины, перечисляя свои пожертвования на реализацию проектов ЦПК.
По состоянию на декабрь 2016 года, по данным организации, результатом ее пятилетней работы работы стали 150 уголовных дел по коррупции
В январе 2018 года Центр подал судебный иск против правительства Украины из-за неувольнения Романа Насирова с должности главы Госфискальной службы.

## Дела

### Дело рюкзаков Авакова
Центр противодействия коррупции оспаривает закрытие «дела рюкзаков» в отношении сына министра внутренних дел Арсена Авакова и его экс-заместителя Сергея Чеботаря.

### Засекречивания деклараций СБУ
ЦПК с 2017 года судится со Службой безопасности Украины (СБУ) по поводу засекречивания деклараций о доходах руководства СБУ

## Уголовные дела против ЦПК
В марте 2016 года Генпрокуратура Украины (ГПУ) открыло уголовное дело и начала досудебное расследование деятельности ЦПК. Официальной причиной стало обращение депутатов к ГПУ о проведении проверки использования иностранной помощи. В рамках производства ГПУ выдвинула в Печерском суде Киева требования о получении ордера на изучение финансовых документов ЦПК и получила необходимое решение. Руководство ЦПК расценило действия прокуратуры как попытку давления .

### Дело ГПУ 2016
В марте 2016 года ГПУ возбудила уголовное дело и начала досудебное расследование о деятельности организации. Посол ЕС на Украине Ян Томбинский заявил по поводу этого дела, что «обеспокоен недавними сообщениями о расследовании со стороны Генеральной прокуратуры деятельности весьма уважаемой неправительственной организации, которая делает большую работу на пользу государству в борьбе с коррупцией в Украине… эти решения ГПУ вызывают подозрение относительно давления на независимых экспертов, которые критикуют Генпрокуратуру» .
Впоследствии в июне 2016 года генпрокурор Юрий Луценко закрыл уголовное производство «за отсутствием состава преступления».

## Критика
15 июля 2017 года на сайте FoxNews в разделе Opinion была обнародована колонка Адама Эрели, в прошлом посла США и заместителя спикера Госдепартамента, о коррупции на Украине. В статье говорилось в частности о том, что ЦПК «подозревают в нецелевом использовании выделенных программами США грантовых средств, а членов Центра — в незаконном обогащении за счет денег американских налогоплательщиков». Никаких доказательств своим утверждениям посол Эрели не представил.

## Разоблачённые попытки дискредитации
В мае 2017 года на YouTube появился ролик, якобы американского канала News24, в котором ведущий рассказывает о расследовании финансовых махинаций руководителя ЦПК Виталия Шабунина. Оказалось, что ведущий «теленовостей» — актер Майкл Джон Вульф, который ранее принимал участие в записи телевизионных сюжетов в разных амплуа, в частности повара и фитнес-тренера.

## Публикации
- Daria Kaleniuk: Kolomoisky’s multibillion-dollar plundering is rewarded with Cyprus citizenshp (англ.). www.kyivpost.com. Дата обращения: 15 января 2020.